# Ösjö Lokalparti
Ösjö lokalparti var ett lokalt politiskt parti i Ödeshögs kommun som var representerat i kommunfullmäktige under åren 1986-1998 (fyra mandatperioder), med som mest sex mandat. I valet till kommunfullmäktige 1998 fick partiet 1,13 procent av rösterna, vilket inte räckte till något mandat. 2002 ställde inte partiet upp i valet.